# Miguel Calmon
Miguel Calmon é um município brasileiro do estado da Bahia.

## História

### Ocupação originária por povos indígenas

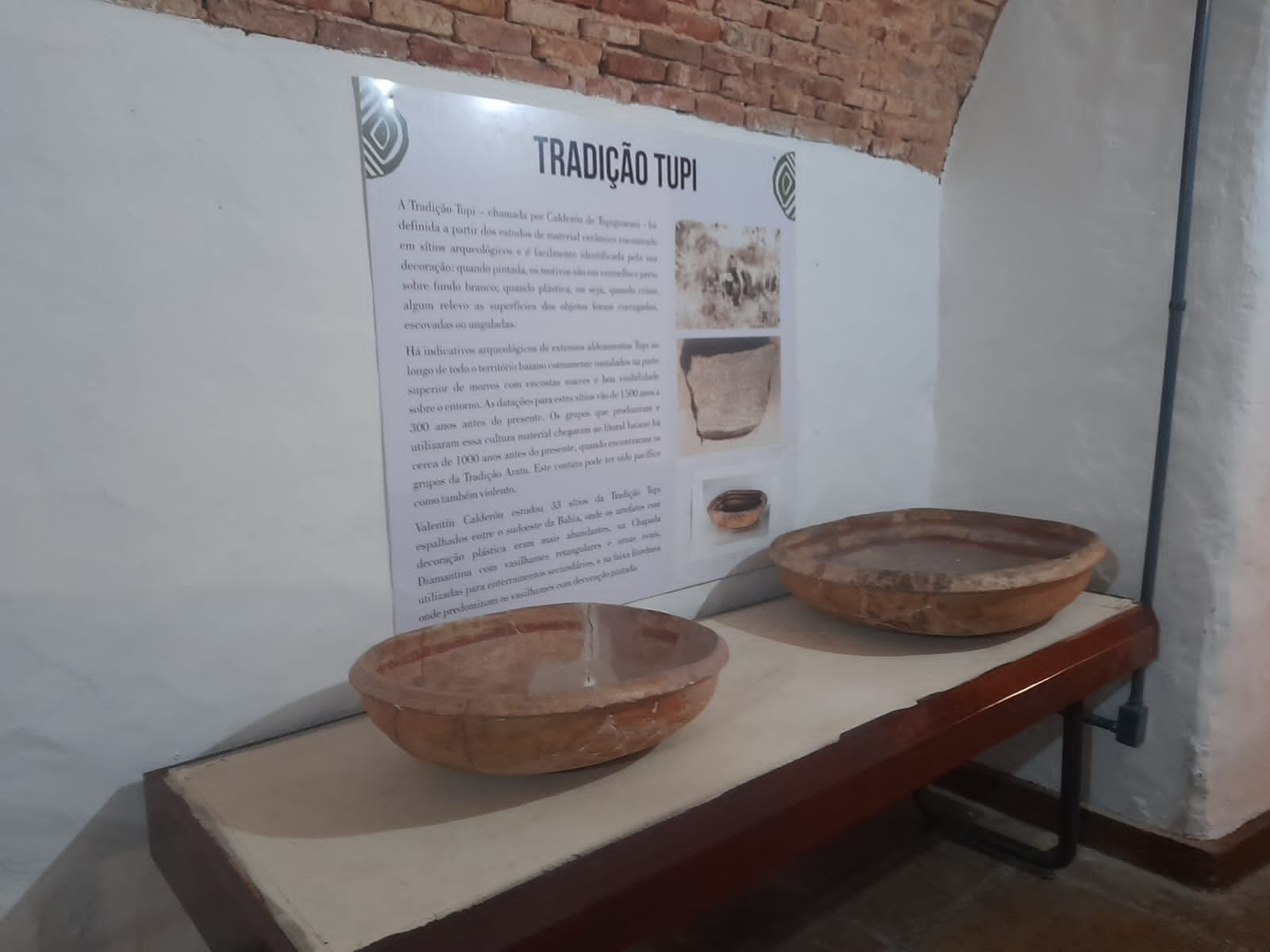
Cerâmicas indígenas encontradas em escavações arqueológicas realizadas na região de Miguel Calmon em exposição no Museu do Instituto Geográfico e Histórico da Bahia

Localizado na região da Chapada Norte baiana, o território que compõem a atual município de Miguel Calmon foi originariamente povoada por diversas etnias indígenas, com destaque para o povo índigena Payayá, também chamado de payayazes, grupo pertencente aos povos genericamente denominados de tapuias. Os povos paiaiás viviam na região entre Jacobina e o Vale do Paraguaçu ocupando uma área conhecida como Sertão das Jacobinas.
Existem diversos registros arqueológicos de povos indígenas na região, com destaque para a cerâmica, tendo sido encontradas peças de barro que atualmente se encontram no Museu do Instituto Geográfico e Histórico da Bahia, na cidade de Salvador. Segundo as pesquisas arqueológicas, os cacos, vasos, garrafões, todos avermelhados e resistentes, pertenceriam a ceramistas Payayazes. A jornalista Maria Campos, no Jornal da Bahia de 17 de novembro de 1975, em edição especial, e com uma página dedicada à história de Miguel Calmon, qualifica-os como "ceramistas por excelência".[carece de fontes?]
Na primeira década do século XVIII, os Payayazes foram aldeados por missionários da Ordem Franciscana no Aldeamento de Bom Jesus da Glória de Jacobina, missão religiosa fundada em 1706. Isto contribuiu para um despovoamento da região entre os séculos XVII e XIX, pois a concentração populacional causada pelo aldeamento da população indígena remanescente pelos franciscanos e a expulsão dos indígenas que se recusaram a se aldearem nas missões religiosas, permitiu o estabelecimento de propriedades latifundiárias de grandes proporções, sendo um território ignorado pelas instituições governamentais do período colonial e do Império.

## Organização Político-Administrativa
O Município de Miguel Calmon possui uma estrutura político-administrativa composta pelo Poder Executivo, chefiado por um Prefeito eleito por sufrágio universal, o qual é auxiliado diretamente por secretários municipais nomeados por ele, e pelo Poder Legislativo, institucionalizado pela Câmara Municipal de Miguel Calmon, órgão colegiado de representação dos munícipes que é composto por vereadores também eleitos por sufrágio universal.

### Autoridades municipais de Miguel Calmon
- Prefeito: José Ricardo Leal Requião - PT (2021/-)[8]
- Vice-prefeito: Marcelo Souza Brito - PSD (2021/-)[8]